# Веласко Ибарра, Хосе Мария
Хосе́ Мари́я Вела́ско Иба́рра (исп. José María Velasco Ibarra; 19 марта 1893, Кито — 30 марта 1979, Кито) — эквадорский политик и государственный деятель. Пять раз занимал пост президента Эквадора (1934—1935, 1944—1947, 1952—1956, 1960—1961 и 1968—1972). Лишь один срок из пяти (1952—1956) он отработал полностью, остальные четыре раза его свергали военные в связи с его попытками установить личную диктатуру.

## Ранние годы и начало карьеры
Родителями Веласко Ибарры были Делия Ибарра и Алехандрино Веласко, гражданский инженер. Его отец был политическим активистом консервативной партии во времена диктатуры установленной после либеральной революции. Хосе Мария не посещал начальную школу, а получил домашнее образование у своей матери. Его отец умер, когда ему было 16 лет. Он учился в школе Святого Гавриила, а затем в Центральном университете Эквадора, который окончил со степенью доктора юриспруденции. Позже продолжил образование в Сорбонне. Он был известным писателем и опубликовал несколько книг, в том числе Conciencia y Barbarie («Осведомлённость и варварство»), а также писал для газеты El Comercio.
Впервые общественный пост Веласко Ибарра занял в муниципальном правительстве Кито, где он контролировал общественные работы и посещал коммуны. Был государственным советником и прокурором города Кито. Его политическая карьера началась, когда он был избран депутатом парламента. Сразу же он был избран заместителем председателя Палаты депутатов, а спустя несколько дней, — её председателем.

## Президент Эквадора

### 1-й президентский срок
В 1933 году он выдвинул свою кандидатуру на президентских выборах и получил 80 % голосов, высочайший результат в истории Эквадора. Веласко Ибарра посетил несколько стран Латинской Америки, в том числе Перу, и восстановил международные позиции Эквадора. Его первые президентский срок начался 1 сентября 1934 года, но уже в августе 1935 года он бы свергнут военными. Он эмигрировал в Колумбию, где работал в школе Сантандера в Севилье, которая была признана лучшей школой в стране. Затем он переехал в Буэнос-Айрес, где служил профессором местного университета.
В 1939 году он снова принял участие в президентских выборах и с небольшим отрывом проиграл кандидату от Либеральной партии Карлосу Арройо дель Рио. Арройо дель Рио недоставало популярности Веласко Ибарры, что свидетельствовало об имевшемся подлоге при проведении выборов. Вместе с пилотами с базы ВВС Салинас, Веласко Ибарра планировал переворот. Однако, до того как план был осуществлен, он был арестован и снова выслан.

### 2-й президентский срок
В мае 1944 года, в результате «Славной революции» 28 мая, он был объявлен верховным главой республики, а затем учредительное собрание избрало его конституционным президентом. 31 мая 1944 года он сформировал коалиционное правительство, в которое среди прочих вошли и коммунисты. 2 февраля 1945 года Эквадор объявил войну Германии, а 9 февраля — Японии. 16 июня 1945 года Эквадор установил дипломатические отношения с СССР. В марте 1946 года президент отменил конституцию и распустил конгресс. В августе 1947 года он был снова свергнут военными и бежал в Аргентину. Заговор против Веласко Ибарры составили три военных министра, один из которых — Манчено, позже стал его преемником на посту президента.

### 3-й президентский срок
В 1952 сторонники Веласко Ибарра из различных слоев населения объединились в «Национальную федерацию веласкистов» (исп. Federacion Nacional Velasquista; с 1968 года оформлена в партию). В том же году он победил на президентских выборах, и с 1 сентября 1952 года начал очередной президентский срок. На этот раз он отработал срок полностью, до 1 сентября 1956 года. Его третье президентство стало временем развития для Эквадора. Проводил политику реформ, сократил управленческий аппарат, ввёл контроль над ценами, оказывал помощь национальной промышленности и сельскому хозяйству, ввёл общественные работы: было построено 311 школ и заложено ещё 104. Было построено более 1359 км дорог, и ещё 1057 км было реконструировано.
Веласко Ибарра был замечательным оратором. Во время своих предвыборных поездок по городам он покорял людей своим красноречием, став истинным лидером масс. Однажды Веласко Ибарра сказал «Дайте мне балкон, и я стану президентом».

### 4-й президентский срок
В августе 1956 года не участвовал в президентских выборах, но в 1960 году он был избран президентом в четвёртый раз, а 7 ноября 1961 года был свергнут. В 1960 году он денонсировал протокол Рио-де-Жанейро, что привело к конфликтам с Перу, вылившимся в войны Пакиша в 1981 году и Альто-Сенепа в 1995 году.

### 5-й президентский срок
В 1968 году Веласко Ибарра в пятый раз был избран президентом. В 1970 году при попытке повысить налоги Веласко Ибарре пришлось столкнуться с серьёзным противодействием деловых кругов. Против него выступали также студенты левого толка, часто дело доходило до открытых столкновений с полицией. В июне 1970 года при поддержке армии отменил действующую конституцию (восстановив конституцию 1946 года), распустил конгресс и установил диктаторский режим. Его полномочия были прерваны 15 февраля 1972 года, когда он в очередной раз был свергнут военными в результате бескровного переворота, приведшего к власти генерала Гильермо Родригеса Лара. В общей сложности Веласко Ибарра правил около 13 лет, что делает срок его полномочий самым длительным в истории Эквадора. События сопровождающие конец его пятого и последнего президентства описаны в книге Филипа Эйджи CIA Diary (Дневник ЦРУ).
Нет единого мнения по вопросу, следует ли рассматривать его политику как популизм. Вслед за Агустином Куэвой некоторые авторы утверждают, что Веласко Ибарра пришёл к власти в условиях общего кризиса, благодаря голосам люмпен-пролетариата и крестьян с побережья, которые мигрировали в города, из-за упадка производства какао. Согласно этой точке зрения, харизматическая фигура Веласко Ибарра эмоционально захватила массы своим обещанием списания долгов. Другие авторы, среди которых Рафаэль Кинтеро, что за победой Веласко (по крайней мере, в 1930-е годы) стояла традиционная землевладельческая элита из центральных районов страны, поскольку элита побережья была ослаблена из-за конца бума какао.

## Деятельность
Веласко Ибарра всегда уделял особое внимание развитию инфраструктуры. В его правление производилось множество общественных работ, в том числе строительство дорог, мостов, больниц. Он выступил инициатором таких институтов как Верховный избирательный трибунал (исп. Tribunal Supremo Electoral) и Эквадорская дорожная сеть.
8 февраля 1935 года он воссоздал Политехническую школу, тем самым оказав действенную поддержку военным. При нём было образовано несколько новых кантонов, в том числе Чунчи, Библиан и Гуамоте. Он издал указ о выходных днях для рабочих, начал строительство ирригационных каналов, образовательной инфраструктуры, аэропортов и шоссейных дорог.

## Смерть
Супруга Веласко Ибарра, Корина Парраль де Веласко Ибарра умерла в Буэнос-Айресе после падения с автобуса в 1979 году. Это ускорило смерть самого Веласко Ибарра, который сказал при своём возвращении в том же году в Эквадор: «Я приехал размышлять и умереть». Спустя несколько дней, 30 марта 1979 года, он скончался в Кито.